# نيوتون، فنلند (كامبريدجشير)
نيوتون، فنلند (بالإنجليزية: Newton, Fenland)‏ هي قرية وأبرشية مدنية تقع في المملكة المتحدة في كامبريدجشير.